# 新湊大橋

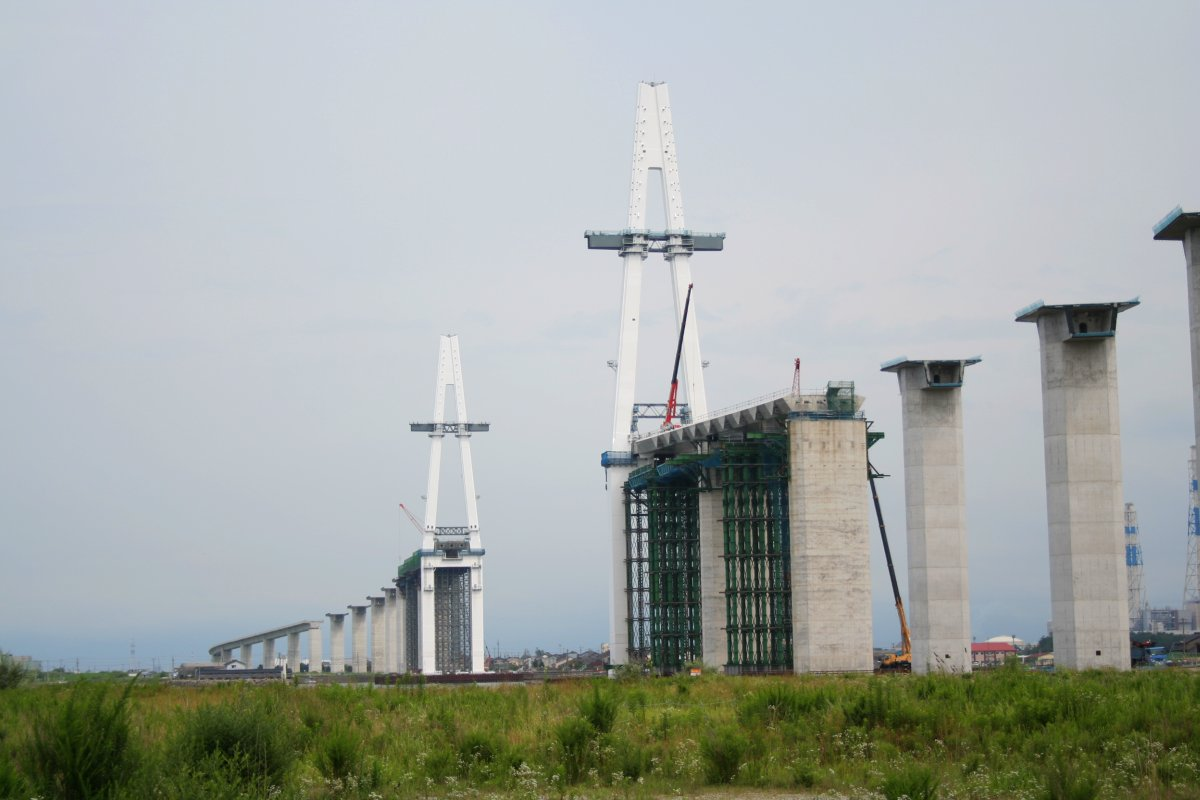
建設中の新湊大橋（2009年8月5日）

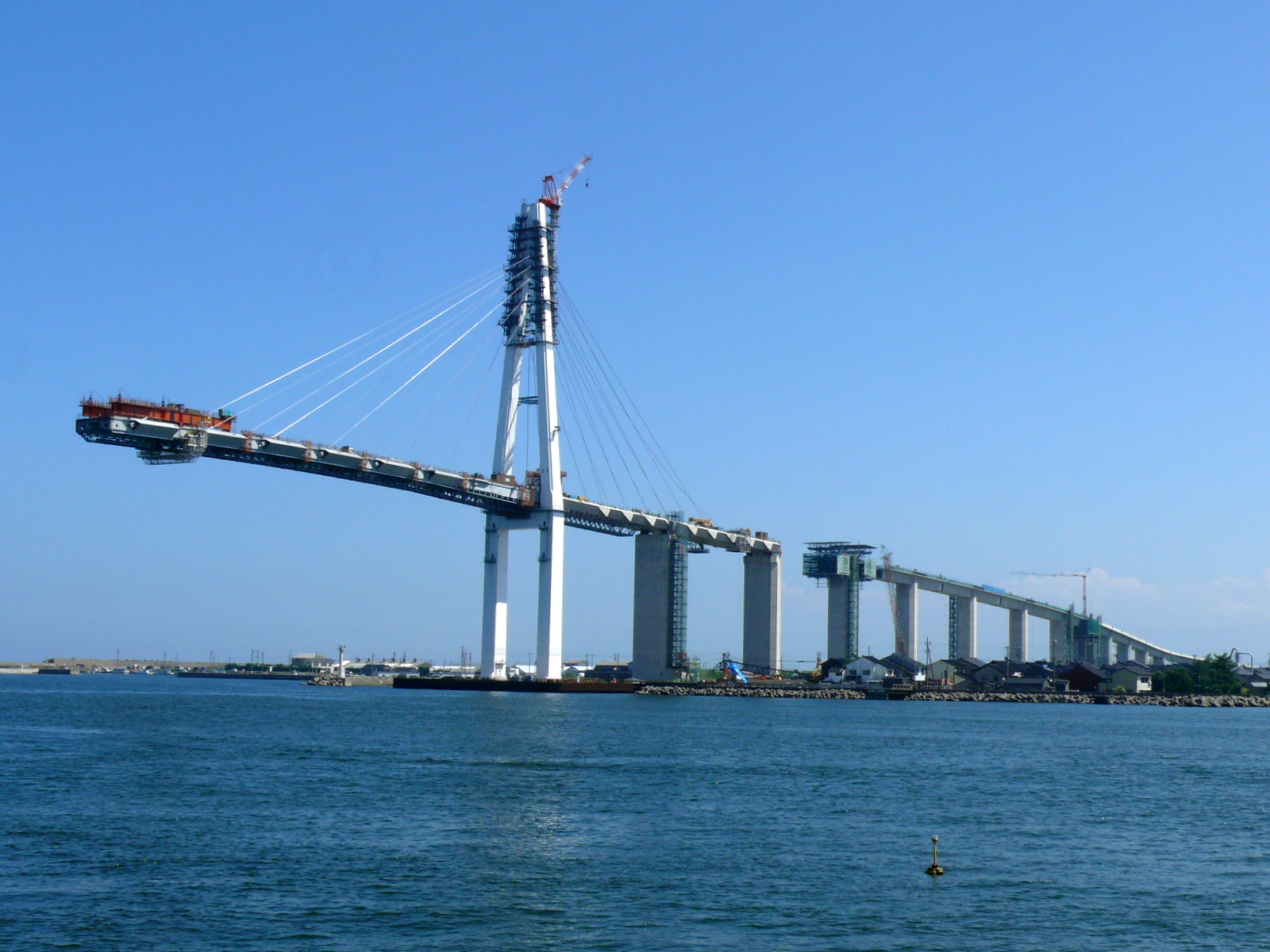
建設中の新湊大橋（2009年9月3日）

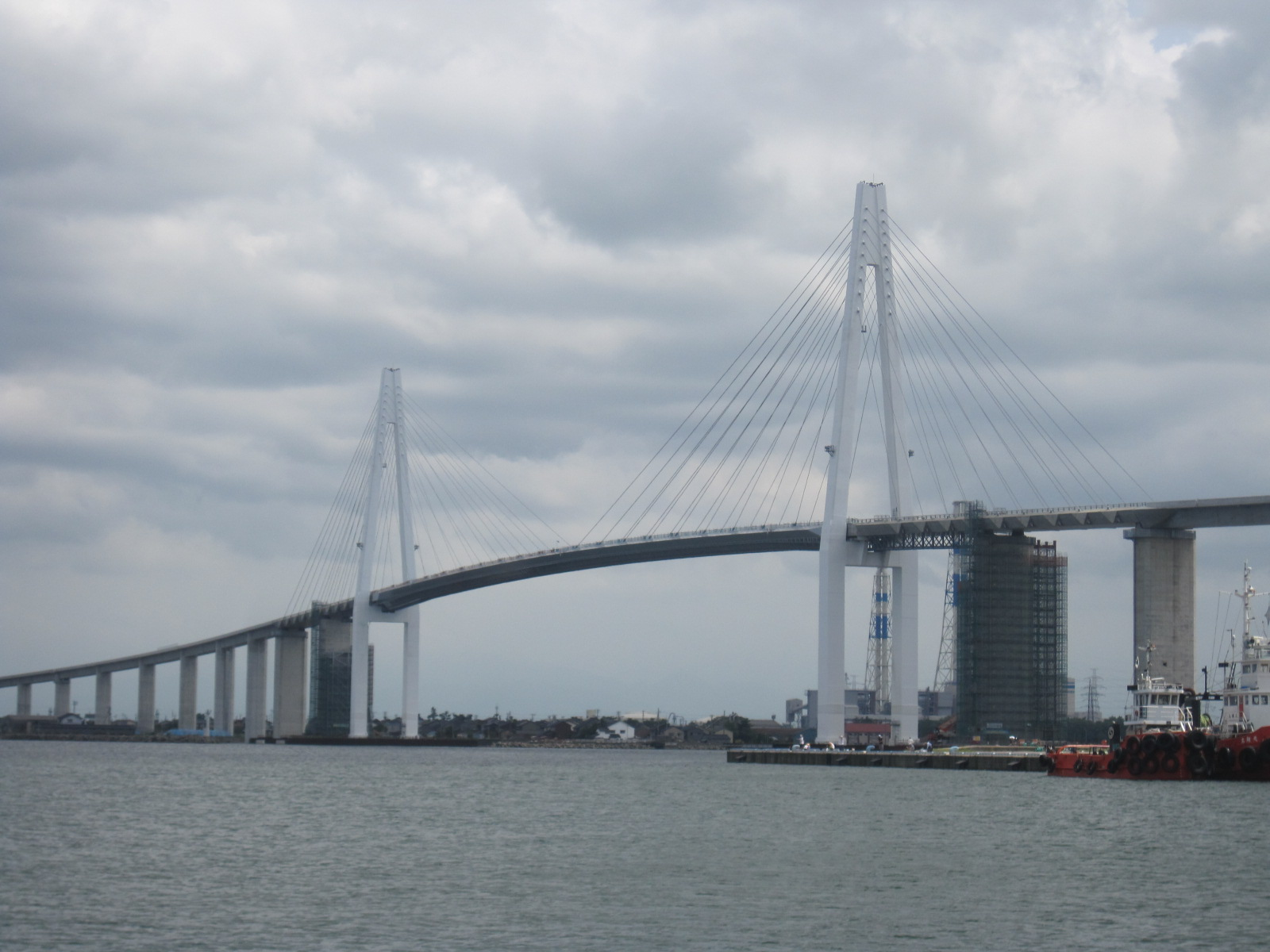
建設中の新湊大橋（2011年8月13日）

新湊大橋（しんみなとおおはし）は、富山県射水市の富山新港に架かる日本海側最大の2層構造の斜張橋。2002年（平成14年）11月に延長3600mの臨港道路富山新港東西線の一部として着工、上層の車道部分が2012年（平成24年）9月23日に開通。下層の自転車歩行者道は2013年（平成25年）6月16日に開通した。夜間は午後10時頃までライトアップされる。
橋の事業主体は北陸地方整備局伏木富山港湾事務所である。

## 概要
橋は5径間連続複合斜張橋で、2車線の車道階と桁下の自転車歩行者道階の2階建て構造からなる。総事業費約494億円は、国が3分の2、富山県が3分の1を負担する。
主橋梁部の長さは600m、ケーブルは72本で、張り方はファン型、主径間は360m、側径間は120m、A型の主塔の高さは127m、桁下空間（海面からの高さ）は47m。なお東西のアプローチ道路は、東側が1,650m、西側はループになっており1,350mである。
上層の車道は自動車、オートバイ、原動機付自転車専用道で幅9.5m（片車線3.5m、路肩1.25m）の2車線、設計（制限）速度は時速50kmである。また車道には下水処理水を利用した融雪装置が設置されている。下層には長さ480m、幅約3m、一部ガラスで覆われた全天候型の愛称「あいの風プロムナード」と名づけられた自転車歩行者道が桁下に吊り下げる形で設けられ、エレベーターにてアプローチでき、両エレベーターホール入り口前には、バスも駐車可能な駐車場を完備している。橋からは晴れた日には日本海や立山連峰、能登半島が一望できる。また隣接する海王丸パークに恒久係留されている帆船、初代海王丸を上部より望むことができる。なお、強風（風速25m以上）などの悪天候時には通行止めの処置がとられる。
この橋が完成したことにより、それまで東岸から西岸まで車で約12分掛かっていたが、約6分で結ばれることになった。。
2013年（平成25年）6月14日には財団法人土木学会より2012年（平成24年）度の土木学会田中賞（作品部門）を受賞した。富山県内の橋梁では初めての受賞である。

## 沿革
大橋が架かる地区は、天平の時代越中国国主大伴家持が、万葉集で奈呉（なご）の海や奈呉の浦と詠んだ放生津（ほうじょうづ）潟といわれる周囲約6kmの潟湖で、旧新湊市東岸の堀岡地区と西岸の越の潟地区から延びる砂州には道路と、富山市と高岡市を結ぶ富山地方鉄道射水線が通っており港口にそれぞれ架かる橋で繋がっていた。しかし富山県は県の商工業発展のため当地に新たに大きな港を計画、1961年（昭和36年）9月に起工し、潟を掘削、港口を大きく広げ、それにより道路、鉄道も分断したかたちで1968年（昭和43年）4月に富山新港として開港した。
これにより両岸の地区のアクセスならびに地域住民の交流が大きく阻害され、車の場合富山新港の南側を大きく迂回するように走る国道415号線などの利用、また歩行者や自転車利用者は、富山新港で運行されている富山県営渡船（越の潟フェリー）を利用するなど不便を強いてきた。そのため両岸の地域住民と旧新湊市は、「富山新港港口連絡橋建設促進期成同盟会」を1982年（昭和57年）に設立し、国や県に両岸を結ぶ連絡橋建設の重要性を粘り強く訴えてきたがなかなか進展しなかった。
なお港口分断後射水線は、西岸の越の潟地区と高岡市を結ぶ加越能鉄道万葉線（現 万葉線）と、東岸の堀岡地区と富山市を結ぶ射水線としてそれぞれ運行されてきたが、射水線は客離れが激しく1980年（昭和55年）3月に廃止された。
1990年（平成2年）には越の潟地区に帆船、初代海王丸を誘致し一般公開。1992年（平成4年）には海王丸パークを整備した事が一端を担い、1995年（平成7年）に地質調査を開始、1997年（平成9年）には設計調査費を計上し建設の準備が事実上始まり、それまで「夢の大橋」と揶揄されていた橋が2002年（平成14年）11月4日に着工し、アクセス向上、商業ならびに文化交流の活性化が期待され、地域住民の悲願が結実することとなった。また、海王丸、海王丸パークとともに新たな観光スポットとして期待されることとなった。
開通前日となる2012年9月22日の開通記念イベントでは開通後は歩行できない車道が一般開放され、地元射水市の全小学校の5、6年生約1500人が橋の上で手を繋いで万歳をし上空から空撮したり、地元や県内外から訪れた多くの人が橋を歩いて渡った。海上では漁船やヨット、クルーザーのパレードが、両岸の海王丸パークや海竜マリンパークでは獅子舞や放生津（新湊）と海老江の曳山の特別曳航、物産展、音楽やダンスフェスタ、打上花火など、さまざまなイベントが行なわれ大変賑わった。
2012年12月3日より新湊大橋の夜間ライトアップを開始した。毎日日没30分後から午後10時頃まで140基のLEDライトで主塔や橋脚などを照らし出す。この日は隣接する海王丸パークにて富山県知事、射水市長、地元の小学6年生などが参加し点灯式典が行なわれた。同年12月には照明学会より、照明普及賞を受賞している。
2015年11月1日に初めて開催され、その後毎年行われている富山マラソンのフルマラソンコース（日本陸上競技連盟公認）の一部となっており、毎年数多くのランナー達が橋上を駆け抜ける。

## あいの風プロムナード
2層構造の新湊大橋の自動車専用道の桁下に吊り下げる形で設けられた長さ480m（エレベーター間）、幅約3m、ガラスで覆われた耐風、耐震の全天候型自転車歩行者道で、上下アプローチは両岸主塔近くの39人乗りのシースルー型のウォークインスルーエレベーターを利用する。なお越の潟側のエレベーター乗り口は海の上にあり、桟橋で繋がっている。愛称は一般公募し1,539件の応募より2007年（平成19年11月）に命名された。この自転車歩行者道は工事中に強風により上下の揺れが最大約70cm発生し、想定値の3.5倍だったことが判明したため、開通延期処置をとり車道開通後も引き続き追加の揺れ対策工事をおこない、2013年（平成25年）6月16日、約9ヶ月遅れで開通し、6月30日には海王丸パークにて開通記念イベントが行なわれた。なお自転車は降りて通行しなければならない。
また富山県は、当初歩道を24時間通行可能とする予定だったが、夜間はエレベーター内や歩道が閉鎖空間であり防犯上の問題があると地元から持ち上がり、検討の結果通行可能時間を6時から20時とすること、監視カメラ30台、緊急通報装置を25台設置することとなった。また通行できない20時から早朝までは警備員1人を配置することとなった。富山県営渡船はあいの風プロムナードの開通に伴い2014年4月1日にダイヤを改正。渡船の運航時間帯がさらに短縮（16時間30分→13時間45分）され、それに伴う減便（97便→69便）が行われた。運航時間帯のダイヤはほぼ変更なし。一方、代替タクシーの運行時間帯が拡大されたが、深夜時間帯は申し込み制となった。

## 周辺

### 海王丸パーク
橋の西側に初代海王丸を永久保存している海王丸パークがあり、イベント広場、並のハンモック、緑のパーゴラ、日本海交流センター、富山新港臨海野鳥園などがある。

### 富山県新湊マリーナ
東側には海竜マリンパークがあり、新湊マリーナを中心に多くのヨット、プレジャーボートが保管されている。また、海竜スポーツランドや海老江海水浴場がある。

## 歴史
- 1961年（昭和36年）9月 - 富山新港起工
- 1967年（昭和42年）11月 - 港口分断[6]
- 1968年（昭和43年）4月 - 富山新港開港
- 1980年（昭和55年）3月 - 富山地方鉄道射水線が廃止
- 1982年（昭和57年） - 富山新港港口連絡橋建設促進期成同盟会設立
- 1986年（昭和61年）6月 - 新湊大橋を臨港道路東西線として計画[6]
- 1995年（平成7年） - 地質調査を開始
- 1997年（平成9年） - 実施設計調査費を計上
- 2002年（平成14年）
  - 2月8日 - 国土交通省北陸地方整備局が全天候型の歩行者自転車用連絡橋を設けた複合斜張橋して建設する方針を固める[13]。
  - 11月4日 - 着工[7]
- 2009年（平成21年）7月 - 主塔設置
- 2010年（平成22年）
  - 10月 - 中央径間部繋がる
  - 12月3日 - 建設中の橋から作業用ゴンドラが風に煽られ落下し、作業員2名が死亡[14]
- 2012年（平成24年）9月22日 - 開通記念イベント[15]
  - 9月23日 - 自動車専用道開通
  - 12月3日 - 夜間ライトアップ開始[16]
  - 同年中 - 照明学会より照明普及賞受賞
- 2013年（平成25年）
  - 6月14日 - 2012年（平成24年）度土木学会田中賞（作品部門）受賞
  - 6月16日 - 自転車歩行者道（あいの風プロムナード）開通[17]
- 2015年（平成27年）11月1日 - 富山マラソンのコース（日本陸連公認）の一部となる
- 2021年（令和3年）4月12日 - 橋に使用されていた免震用、制振用のオイルダンパー24本の交換が開始された。ダンパーはカヤバシステムマシナリー社製のもので、検査データの改ざんが発覚したことを受けての措置[18]。
- 2022年（令和4年）9月17日 - 開通10周年を記念し、「新湊大橋10thアニバーサリーウォーク」を開催[19]